# Kazimierz Groński
Kazimierz Groński (ur. 12 lutego 1921 w Kaźmierzu, zm. 10 lipca 2003 w Poznaniu) – polski piłkarz grający na pozycji pomocnika.

## Kariera klubowa
Był piłkarzem Warty Poznań, zarówno przed jak i po wojnie. W 1946 został wicemistrzem Polski, a w 1947 sięgnął po tytuł mistrza.
Został pochowany na Cmentarzu Junikowo w Poznaniu.